# Johannes Hendrik Voskuijl
Johannes Hendrik Voskuijl (n. 15 ianuarie 1892, Amsterdam, Țările de Jos – d. 27 noiembrie 1945, Amsterdam, Țările de Jos) a fost unul dintre cetățenii neerlandezi care au ajutat la ascunderea Annei Frank, a familiei și prietenilor ei. El este cunoscut ca „Hans Vossen” în primele ediții ale Jurnalului Anne Frank, publicat postum în 1947, dar numele tuturor persoanelor menționate în jurnal au fost restaurate în toate versiunile tipărite începând din 1985. 

## Biografie
Voskuijl și soția sa, Christina, au avut opt copii, dintre care unul a fost Bep Voskuijl, care lucra din 1937 ca dactilografă pentru compania Opekta, administrate de către Otto Frank. Fiica sa l-a prezentat lui Otto Frank, spunându-i că nu era angajat nicăieri, deși avea meseria de contabil, din cauza faptului că avea probleme de sănătate. Frank l-a angajat în 1938 ca magazioner la depozitul companiei. El a fost singurul angajat al depozitului care știa că acolo se ascundeau opt persoane. Nimeni altcineva din familia Voskuijl nu cunoștea activitatea clandestină desfășurată de Bep și de tatăl ei, care nu vorbeau niciodată acasă. 
În 1942, când Otto Frank, familia sa și prietenii lui au decis să intre în ascunzătoare, Voskuijl și fiica lui, Bep, s-au oferit să-i ajute. Voskuijl a construit celebra bibliotecă care acoperea intrarea în ascunzătoare. În 1943, el a fost diagnosticat cu cancer la stomac și a renunțat să mai lucreze din acel moment. 
Pe 4 august 1944, cele opt persoane care trăiau ascunse și doi dintre protectori au fost arestați de către naziști. Numai Otto Frank, Jo Kleiman și Victor Kugler au supraviețuit în cele din urmă.
Johannes Voskuijl a murit de cancer la Amsterdam pe 27 noiembrie 1945. Otto Frank și protectorii săi au participat la înmormântarea lui Voskuijl, care a avut loc pe 1 decembrie.